# Sabina Šurjan

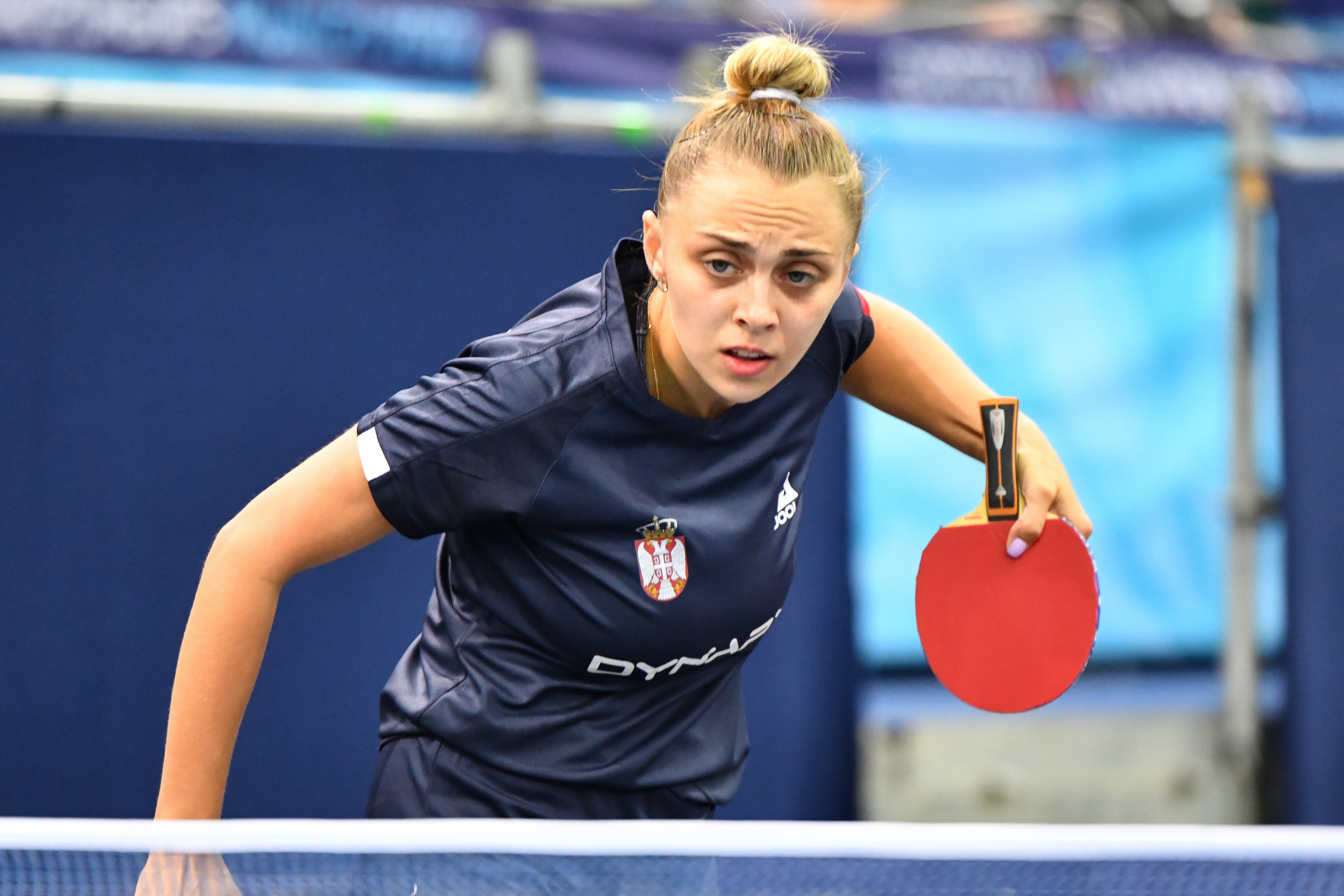
Sabina Šurjan bei den Tischtennis-Europameisterschaften 2022

Sabina Šurjan (serbisch-kyrillisch Сабина Шурјан, ungarisch Surján Szabina; * 10. April 2000 in Senta, Serbien) ist eine serbische Tischtennisspielerin. Sie spielt für den ttc berlin eastside und ist mehrfache deutsche und serbische Meisterin sowie serbische Nationalspielerin.

## Karriere
Šurjan begann mit sechs Jahren in Bačko Gradište mit dem Tischtennis. Sie spielte in Serbien für den STK Novi Sad sowie von 2019 bis 2021 für den Budaörsi SC in Ungarn.
Zur Saison 2021/22 wechselte sie nach Deutschland zum ttc berlin eastside, wo sie in  der Bundesliga und in der Champions League zum Einsatz kommt. Sie gewann mit dem Verein dreimal den Bundesliga-Titel und zweimal den Deutschen Tischtennis-Pokal.

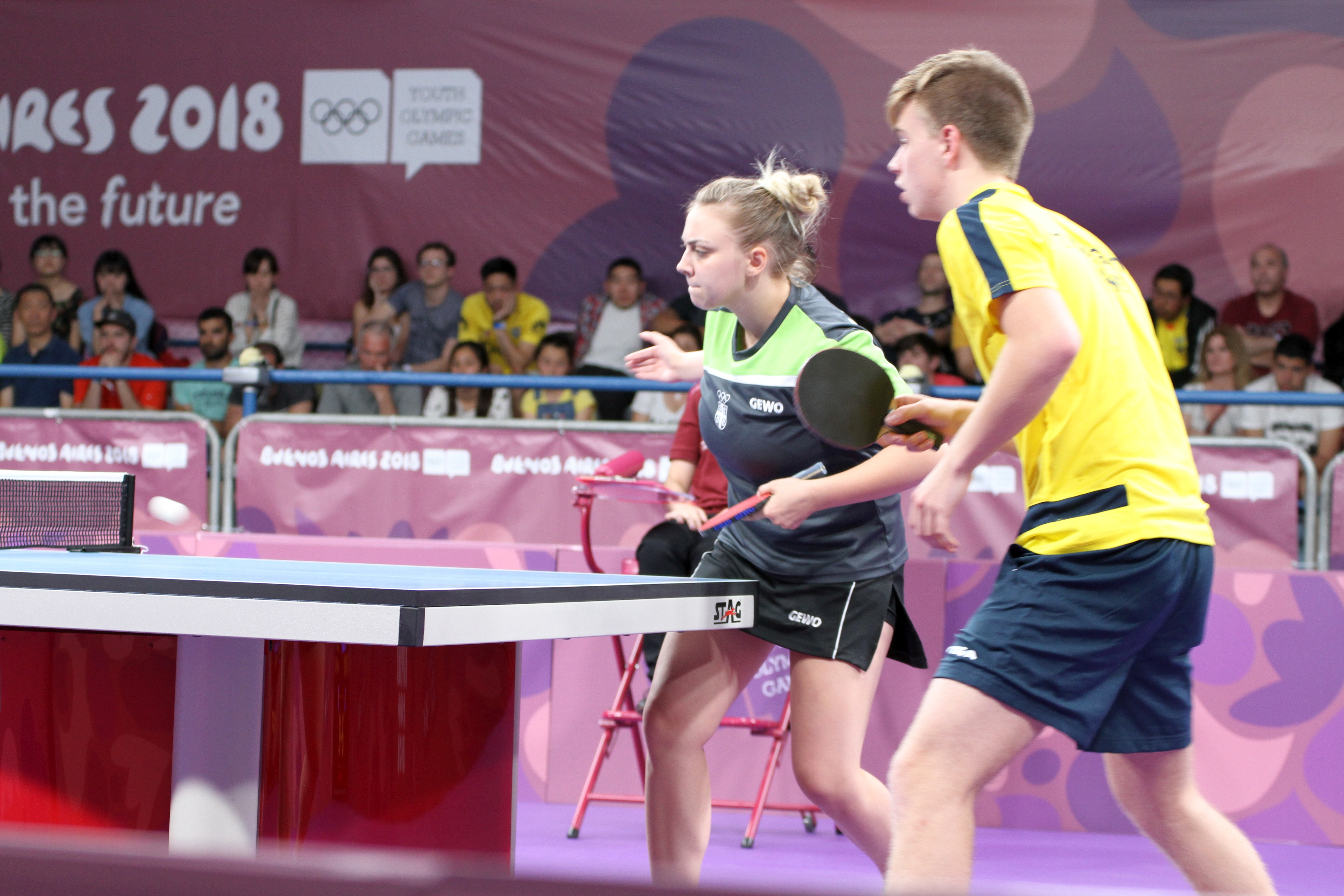
Šurjan im Mixed-Einsatz bei den Olympischen Jugendspielen 2018

Mit 13 Jahren wurde Šurjan erstmals in die serbische Junioren-Nationalmannschaft berufen und kam bei einem Turnier in Slowenien zum Einsatz. 2018 nahm sie an den Olympischen Jugendspielen in Buenos Aires (Argentinien) teil und erreichte dort gemeinsam mit dem Schweden Truls Möregårdh im Mixed-Wettbewerb Platz 4. Im Einzel schied sie zuvor im Achtelfinale aus.
Seit 2018 spielt sie regelmäßig auch in der A-Nationalmannschaft: Sie debütierte bei der Mannschaftsweltmeisterschaft 2018 in Halmstadt (Schweden) und kam im selben Jahr auch bei der Europameisterschaft in Alicante (Spanien) zum Einsatz.

## Erfolge
- Sieg im europäischen Jugendranglistenturnier Europe Youth Top 10 2018[4]
- Serbische Meisterschaft: 2019[5], 2023[6]
- Deutsche Meisterschaft (Mannschaft): 2021, 2022, 2023 und 2024 (mit dem ttc berlin eastside)
- Deutscher Tischtennis-Pokal: 2023 und 2024 (mit dem ttc berlin eastside)